# Natação artística nos Jogos Olímpicos de Verão de 2024 - Dueto
A competição em dueto da natação artística nos Jogos Olímpicos de Verão de 2024 foi disputada em 9 e 10 de agosto no Centro Aquático, em Paris. Um total de 36 nadadoras de 18 Comitês Olímpicos Nacionais (CON) participaram do evento.

## Qualificação
Para o dueto, o Comitê Olímpico Nacional mais bem colocado de cada um dos cinco encontros continentais que não tinham uma equipe qualificada recebeu uma vaga, enquanto os CONs restantes competiram pelas três vagas restantes até o Campeonato Mundial de Esportes Aquáticos de 2024. Todos os dez CONs elegíveis para competir no evento de equipe foram obrigados a selecionar dois membros para formar um dueto.

## Formato
A competição consistiu de duas execuções para cada dupla, uma na rotina técnica e outra na rotina livre. Os pontos acumulados de cada uma dessas rotinas são somados para determinar a classificação final.

## Calendário
Horário local (UTC+2)
| Data                 | Horário | Fase           |
| -------------------- | ------- | -------------- |
| 9 de agosto de 2024  | 19:30   | Rotina técnica |
| 10 de agosto de 2024 | 19:30   | Rotina livre   |

## Medalhistas
|  | CHN China              |  | GBR Grã-Bretanha              |  | NED Países Baixos                    |
|  | Wang Liuyi Wang Qianyi |  | Kate Shortman Isabelle Thorpe |  | Bregje de Brouwer Noortje de Brouwer |

## Resultados
A pontuação somada da rotina técnica e da rotina livre determinou as duplas medalhistas.
| Pos.              | CON                | Nadadoras                                    | Rotina técnica | Rotina livre | Total    |
| ----------------- | ------------------ | -------------------------------------------- | -------------- | ------------ | -------- |
| Medalha de ouro   | CHN China          | Wang Liuyi Wang Qianyi                       | 276.7867       | 289.6916     | 566.4783 |
| Medalha de prata  | GBR Grã-Bretanha   | Kate Shortman Isabelle Thorpe                | 264.0282       | 294.5085     | 558.5367 |
| Medalha de bronze | NED Países Baixos  | Bregje de Brouwer Noortje de Brouwer         | 264.7066       | 293.6897     | 558.3963 |
| 4                 | AUT Áustria        | Anna-Maria Alexandri Eirini-Marina Alexandri | 267.2533       | 288.4145     | 555.6678 |
| 5                 | UKR Ucrânia        | Maryna Aleksiiva Vladyslava Aleksiiva        | 260.4600       | 278.2084     | 538.6684 |
| 6                 | GRE Grécia         | Sofia Malkogeorgou Evangelia Platanioti      | 250.4584       | 281.8418     | 532.3002 |
| 7                 | ESP Espanha        | Alisa Ozhogina Iris Tió                      | 254.0816       | 267.4021     | 521.4837 |
| 8                 | JPN Japão          | Moe Higa Tomoka Sato                         | 257.3533       | 249.7271     | 507.0804 |
| 9                 | CAN Canadá         | Audrey Lamothe Jacqueline Simoneau           | 201.5167       | 290.9103     | 492.4270 |
| 10                | USA Estados Unidos | Jaime Czarkowski Megumi Field                | 230.7134       | 254.0354     | 484.7488 |
| 11                | ISR Israel         | Shelly Bobritsky Ariel Nassee                | 243.0666       | 239.3416     | 482.4082 |
| 12                | MEX México         | Nuria Diosdado Joana Jiménez                 | 238.9383       | 232.6563     | 471.5946 |
| 13                | KOR Coreia do Sul  | Hur Yoon-seo Lee Ri-young                    | 227.5667       | 227.7500     | 455.3167 |
| 14                | FRA França         | Anastasia Bayandina Romane Lunel             | 241.3116       | 189.0687     | 430.3803 |
| 15                | EGY Egito          | Nadine Barsoum Hanna Hiekal                  | 196.5250       | 225.6541     | 422.1791 |
| 16                | AUS Austrália      | Rayna Buckle Kiera Gazzard                   | 210.0782       | 198.0271     | 408.1053 |
| 17                | NZL Nova Zelândia  | Nina Brown Eva Morris                        | 188.0901       | 166.5105     | 354.6006 |
| 18                | ITA Itália         | Linda Cerruti Lucrezia Ruggiero              | DNS            | DNS          | DNS      |